# Condado de Reno
O Condado de Reno é um dos 105 condados do estado americano de Kansas. A sede do condado é Hutchinson, e sua maior cidade é Hutchinson. O condado possui uma área de 3 293 km² (dos quais 44 km² estão cobertos por água), uma população de 64 790 habitantes, e uma densidade populacional de 20 hab/km² (segundo o censo nacional de 2000). O condado foi fundado em 20 de fevereiro de 1867.